# Egon Franke
Egon Johann Franke (Gliwice, 1935. október 23. – Torino, 2022. március 30.) olimpiai és világbajnok lengyel tőr- és kardvívó. Felesége Elżbieta Franke-Cymerman világbajnoki bronzérmes tőrvívónő.